# Los Alamos
Los Alamos település az Amerikai Egyesült Államok Új-Mexikó államában, Los Alamos megye székhelye.  Lakosainak száma 13 179 fő (2020. április 1.). Los Alamos volt az amerikai atombomba kifejlesztésére indított Manhattan terv befejező szakaszának illetve a két első atombomba elkészítésének színhelye. A második világháborút követően itt fejlesztették ki az első hidrogénbombát.

## Fekvése
Los Alamos Új-Mexikó északi részén található, a Rio Grande és a Valles Caldera keleti szegélye közötti részen, a Pajarito-fennsíkon, Santa Fétől mintegy 56 km-re északnyugatra.

## Története
Az addig jelentéktelen település 1942 óta neves fizikusok, köztük Teller Ede és Szilárd Leó munkahelye volt. Az itt készített atombombát White Sandsnél (jelenleg a terület a White Sands-i Rakétakísérleti Telep része) próbálták ki. Ma tudományos kutatóváros.

## Nevezetes emberek
- Carol Cady (* 1962), könnyűatléta
- Michael Creutz (* 1944), elméleti fizikus
- Drew Goddard (* 1975), forgatókönyv-író
- Kevin R. Johnson (* 1960), egykori Starbucks vezető, 1978-ban a Los Alamos High Schoolban végzett (1978)